# Md Interior Design Architecture
md INTERIOR DESIGN ARCHITECTURE + md Office („md“) ist eine Fachzeitschrift für Objektdesign, Architektur und Inneneinrichtungen. Sie richtet sich vorwiegend an Innenarchitekten, Architekten und Einrichtungsplaner.
„md“ informiert über Neuerscheinungen von Designprodukten. Dazu gehören die Darstellung moderner Architekturbauten, Artikel zu  Gestaltungsansätzen aus den Bereichen der Inneneinrichtung für Küche und Bad, Präsentation von Einzelobjekten wie Möbeln, Stühlen und Lampen sowie Gestaltungslösungen zu den Themen Lichtdesign, Design im öffentlichen Raum und Textilgestaltung.
Daneben stellt die Zeitschrift Arbeiten verschiedener Hochschulen, gestalterische Studiengänge und deren Abschlussarbeiten vor.
„md“ erscheint 6 Mal im Jahr mit zwei zusätzlichen Sonderausgaben und einer verkauften Auflage von 15.991 Exemplaren (IVW Q3/2024). Eine englische Übersetzung der gesamten Texte vervollständigt den internationalen Anspruch der Zeitschrift.
Das Redaktionsteam besteht aus der Chefredakteurin Johanna Neves Pimenta sowie aus Gabriele Benitz, Christina Saroulidou und Alexander Kuckuk. Die Zeitschrift erscheint in der Konradin Medien GmbH mit Sitz in Leinfelden-Echterdingen.

## Themen
Die „md“ befasst sich mit Innenarchitektur (Interior Design) und Objekteinrichtung. Zum Zielpublikum gehören Innenarchitekten, Architekten, Designer, Innenausbauer, Händler, Büroeinrichter, Büroplaner, Einkäufer, HR-Manager und Facility-Manager.